# Griffithsochloa
Griffithsochloa là một chi thực vật có hoa trong họ Hòa thảo (Poaceae).

## Loài
Chi Griffithsochloa gồm các loài: